# Jeu de tile-matching

Version de Tetris dans lequel le joueur doit combiner les pièces pour faire des lignes horizontales.

Un jeu de tile-matching est un type de jeu vidéo de puzzle dans lequel le joueur doit combiner des objets afin de les faire correspondre (couleurs, formes ou autre) et disparaître. Un sous-type de ce genre de jeu est le match-3 dans lequel le joueur doit combiner trois objets identiques entre eux.
Le challenge principal repose sur l'identification des motifs dans une grille chaotique. Le genre trouve ses origines dans des jeux comme Tetris, SameGame ou Puzznic. Il devint particulièrement populaire dans les années 2000 avec l'émergence des casual games, notamment à travers la série Bejeweled. Candy Crush Saga, un jeu du genre, était le jeu plus joué sur Facebook en 2013,.
Les jeux de tile-matching recouvrent une large variété d'éléments de design, de mécaniques et d'expériences de gameplay. Certains se déroulent au tour par tour quand d'autres reposent davantage sur l'action et des sensations proches de l'arcade faisant appel à la capacité à résister à la pression, à la visée ou à la coordination œil-main. Le chercheur Jesper Juul suggère que le tile-matching est davantage d'une mécanique de jeu que d'un genre de jeu à part entière. Ce genre de mécaniques peut d'ailleurs se retrouver dans des gameplay plus larges.

## Histoire
L'idée de faire correspondre des motifs similaires pour les faire disparaître se retrouve dans des jeux traditionnels, physiques, comme le mah-jong solitaire ou le jeu de cartes solitaire. Jesper Juul retrace l'histoire des jeux de tile-matching jusqu'à Tetris et SameGame, tous les deux sortis en 1985. Si les deux titres se concentrent sur la combinaison de motifs, ils diffèrent quant à la pression du temps, la manipulation des objets et les critères d'association. Une seconde génération incluant Puzznic, Columns, Dr. Mario et Plotting sort entre 1989 et 1990.
Plusieurs jeux reprennent et élaborent autour de la mécanique de Dr. Mario comme Puyo Puyo (1991), Baku Baku Animal (1995) et Super Puzzle Fighter II Turbo (1996). La mécanique de tir de Plotting inspire le « bubble shooter » Puzzle Bobble (1994) qui a son tour inspire Puzz Loop (1998), Hexic et Zuma (2004) ou encore Luxor (2005). Reprenant la mécanique de modification interne des objets de Columns, on peut citer Yoshi's Cookie (1992) ou Panel de Pon (1995).
Le premier match 3 dans lequel il faut combiner trois éléments entre eux sur une grille est Shariki (1994). Il inspire directement Bejeweled (2001) qui inspire à son tour Zoo Keeper (2002), Big Kahuna Reef (2004), Jewel Quest (2004) ou Chuzzle (2005). Candy Crush Saga, qui sort en 2012, naît de la volonté de créer un jeu dans cette lignée et devient l'un des plus grands succès financiers du jeu mobile, achevant de populariser le genre du match 3 et démontrant l'efficacité du modèle économique des micro-transactions.
Depuis juillet 2023, Royal Match est le jeu mobile le plus important en termes de revenus mensuels au monde, avec des dépenses annuelles de consommation de 2 milliards de dollars. Il y a environ 55 millions d'utilisateurs actifs mensuels.

## Caractéristiques
Beaucoup de jeux de tile-matching reposent sur l'utilisation d'un temps limité. L'ajout d'un monde non chronométré dans Bejeweled a rendu le jeu accessible à un public plus large, peu habitué des jeux vidéo et a été l'une des clefs de son succès.
Les jeux proposent des modalités différentes de manipulation des objets. Dans certains jeux, ils peuvent être déplacé horizontalement ou verticalement. Dans d'autres, le joueur peut les faire bouger et tourner alors qu'ils sont en train de tomber (comme dans Tetris par exemple).
Panel de Pon a introduit le fait d'intervertir les positions deux objets, principe repris dans Bejeweled et la plupart des match 3 qui ont suivi. Une autre méthode d'interaction et le tir d'un objet sur d'autres objets en mouvement ou non comme dans Plotting puis Puzzle Bobble et Zuma. Ces jeux requièrent plus de stratégie et son plus frénétiques.
Tetris et ses dérivés ont la particularité de faire manipuler des objets aux formes irrégulières composés de carré. Dans les autres jeux, les objets ont généralement une forme régulière et sont différenciés par une couleur ou une décoration particulière. Dans ce cas, le jeu est plus orienté sur l'identification des objets plutôt que sur leur manipulation.
Dans Tetris, les carrés disparaissent quand une ligne horizontale est complétée. Dans les autres jeux, les objets disparaissent quand ils créent une ligne de trois objets ou plus identiques.

## Popularité
Dans une étude menée par Juul, les jeux de tile-matching était les seconds plus populaires en 2004 et les plus populaires en 2005 parmi les jeux téléchargeables. Le genre a décliné à la quatrième position en 2006 et 2007.
Le genre n'est pas extrêmement populaire auprès des fans de jeux vidéo car les critiques les jugent souvent peu différents les uns des autres et parce qu'il sont conçus pour le grand public et reposent moins sur le challenge.